# Omega Eridani
Omega Eridani (ω Eridani, förkortat Omega Eri, ω Eri) som är stjärnans Bayerbeteckning, är en dubbelstjärna belägen i den nordöstra delen av stjärnbilden Eridanus. Den har en kombinerad skenbar magnitud på 4,37 och är synlig för blotta ögat där ljusföroreningar ej förekommer. Baserat på parallaxmätning inom Hipparcosuppdraget på ca 13,9 millibågsekunder, beräknas den befinna sig på ett avstånd på ca 235 ljusår (ca 72 parsek) från solen.

## Egenskaper
Primärstjärnan Omega Eridani A är en blå till vit underjättestjärna av spektralklass A9 IVn, där "n"-suffixet anger en bred ("diffus") absorption på grund av stjärnans rotation. Den har en massa som är ca 2,5 gånger större än solens massa, en radie som är ca 6,7 gånger större än solens och utsänder från dess fotosfär ca 69 gånger mera energi än solen vid en effektiv temperatur på ca 6 880  K.
Omega Eridani är en enkelsidig spektroskopisk dubbelstjärna med en omloppsperiod på 3 057 dygn (8,4 år) och en excentricitet på 0,46. Dess projicerade rotationshastighet är 186 km/s, vilket ger stjärnan en sammanpressad form med en ekvatoriell radie som är 13 procent större än polarradien. 